# Lanxi (häradshuvudort)
Lanxi (kinesiska: 兰西, 兰西镇, 兰西县) är en häradshuvudort i Kina. Den ligger i provinsen Heilongjiang, i den nordöstra delen av landet, omkring 63 kilometer nordväst om provinshuvudstaden Harbin. Antalet invånare är 72 528.
Runt Lanxi är det ganska tätbefolkat, med 166 invånare per kvadratkilometer. Lanxi är det största samhället i trakten. Trakten runt Lanxi består till största delen av jordbruksmark.
Genomsnittlig årsnederbörd är 753 millimeter. Den regnigaste månaden är juli, med i genomsnitt 195 mm nederbörd, och den torraste är januari, med 7 mm nederbörd.